# رون بنسون
رون بنسون (بالإنجليزية: Ron Benson)‏ (26 مارس 1925 في المملكة المتحدة - 6 نوفمبر 1997 بيورك في المملكة المتحدة) هو لاعب كرة قدم بريطاني (وحمل سابقاً جنسية المملكة المتحدة لبريطانيا العظمى وأيرلندا) في مركز الهجوم. لعب مع نادي يورك سيتي وفريكلي أثلتيك ‏.